# Rap (torpedobåd, 1873)
 For alternative betydninger, se Rap (flertydig). (Se også artikler, som begynder med Rap)
Rap var en norsk torpedobåd, der blev bestilt i 1872 og afleveret til den norske marine i november 1873. Båden viste sig at være for spinkel til at fungere som torpedobåd og blev efter nogle få år i stedet bevogtningsfartøj. Efter endt tjeneste (1920) blev Rap slæbt på land og er nu en del af udstillingen i Marinemuseet i Horten.

## Baggrund og design
Den norske marines budget for årene 1869-1872 omfattede indkøb af en torpedobåd, bevæbnet med stangtorpedoer. Det britiske værft John I. Thornycroft & Company var i starten af 1870'erne blevet kendt som leverandør af hurtige lystyachter og ville gerne ind på markedet for krigsskibe, og resultatet blev, at Norge bestilte en båd i 1872. Der var tale om en meget slank konstruktion, bygget af stål, og forsynet med en to-gangs (compound) dampmaskine - den første af sin art i den norske marine. Efter søsætningen samme år blev båden i 1873 gennemprøvet på Themsen og var i denne periode under civilt britisk flag, med navnet Maelstrom. Under prøvesejladserne nåede båden op på en hastighed af 14.97 knob. I november 1873 blev båden lastet på et fragtskib og sejlet til Göteborg, hvorfra den for egen kraft fortsatte til den norske flådebase i Horten.

## Tjeneste
Rap hejste kommando i Horten i november 1873, og de følgende år blev båden afprøvet med forskellige våben - uden større held. Den oprindelige tanke om stangtorpedoer blev opgivet på grund af den spinkle konstruktion, og i stedet indledte man forsøg med slæbetorpedoer af Harveys model. Det blev ingen succes: I forvejen kunne nordmændene blot presse Rap op på 12.25 knob, og når slæbetorpedoerne blev lagt ud, blev båden så langsom og uhåndterlig, at målskibene uden besvær kunne undvige alle angreb. Skuffelsen var så mærkbar, at Rap slet ikke blev taget med i periodens norske flådeliste. I 1876 fik den norske marine sine første selvbevægelige Whitehead torpedoer og der blev gjort et forsøg på få dem installeret i Rap. Det lykkedes i 1879 i form af en sænkbar ramme i hver side, med plads til korte torpedoer. Rap kom nu med i flådelisten, men heller ikke dette system var rigtig godt. For at kunne affyre torpedoerne, måtte Rap højst gå 5 knob, og for at ramme måtte målet højst gå 5-7 knob i op til 400 meters afstand. Båden deltog stadig i øvelser i 1890'erne, men entusiasmen omkring torpedoinstallationens effektivitet aftog hurtigt, og Rap blev mere betragtet som bevogtningsfartøj. Da første verdenskrig brød ud i 1914, hejste Rap kommando som bevogtningsfartøj ved Svelvik uden for Drammen, men da krigen var slut, var der ikke mere brug for Rap og den udgik i 1920.

## Museumsskib
Efter udrangeringen blev Rap liggende i et af torpedoskurene i Horten, og først i 1943 blev den flyttet hen til et skur ved den bygning, hvor Marinemuseet lå. På den måde undgik den gamle torpedobåd at blive ødelagt, da Royal Air Force angreb det tysk-besatte Horten i februar 1945. Efter krigen blev Rap anbragt som en del af Marinemuseets samlinger og blev senest istandsat af Forsvarsmuseet i årene 2001-2003.